# Шароволя
Шароволя (пол. Szarowola) — село в Польщі, у гміні Томашів Томашівського повіту Люблінського воєводства. Населення — 601 особа (2011).

## Історія
1620 року вперше згадується церква східного обряду в селі.
За даними етнографічної експедиції 1869—1870 років під керівництвом Павла Чубинського, у селі переважно проживали римо-католики, але населення здебільшого розмовляло українською мовою.
2 липня 1938 року польська адміністрація в рамках великої акції руйнування українських храмів на Холмщині і Підляшші знищила місцеву православну церкву.
2 лютого 1943 року німецька поліція розстріляла в Шароволі 2 українців.
У 1975—1998 роках село належало до Замойського воєводства.

## Населення
Демографічна структура станом на 31 березня 2011 року:
|          | Загалом | Допрацездатний вік | Працездатний вік | Постпрацездатний вік |
| -------- | ------- | ------------------ | ---------------- | -------------------- |
| Чоловіки | 310     | 57                 | 212              | 41                   |
| Жінки    | 291     | 57                 | 158              | 76                   |
| Разом    | 601     | 114                | 370              | 117                  |